# Рибалочка карликовий
Рибалочка карликовий (Chloroceryle aenea) — вид сиворакшоподібних птахів родини рибалочкових (Alcedinidae). Мешкає в Мексиці, Центральній і Південній Америці.

## Опис

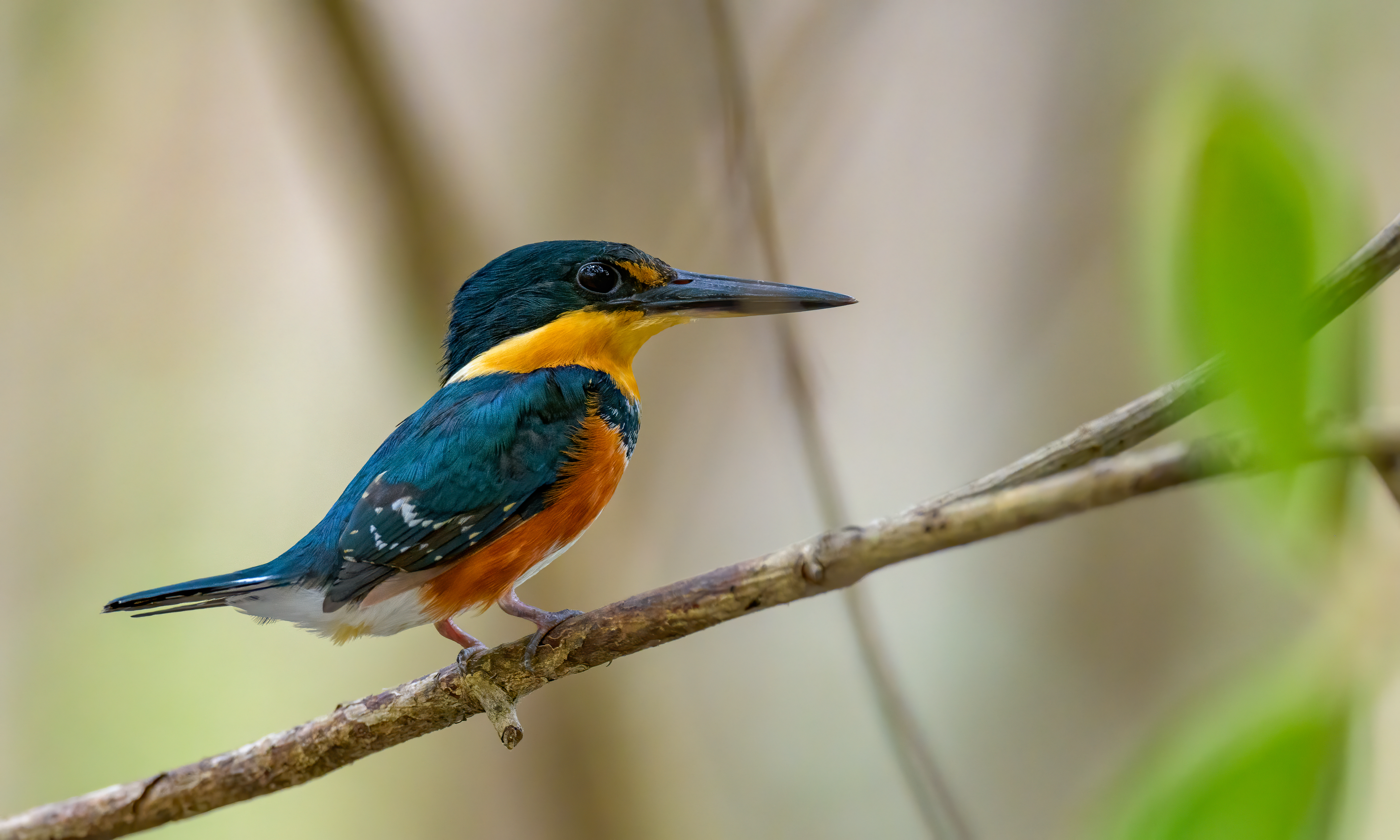
Карликовий рибалочка

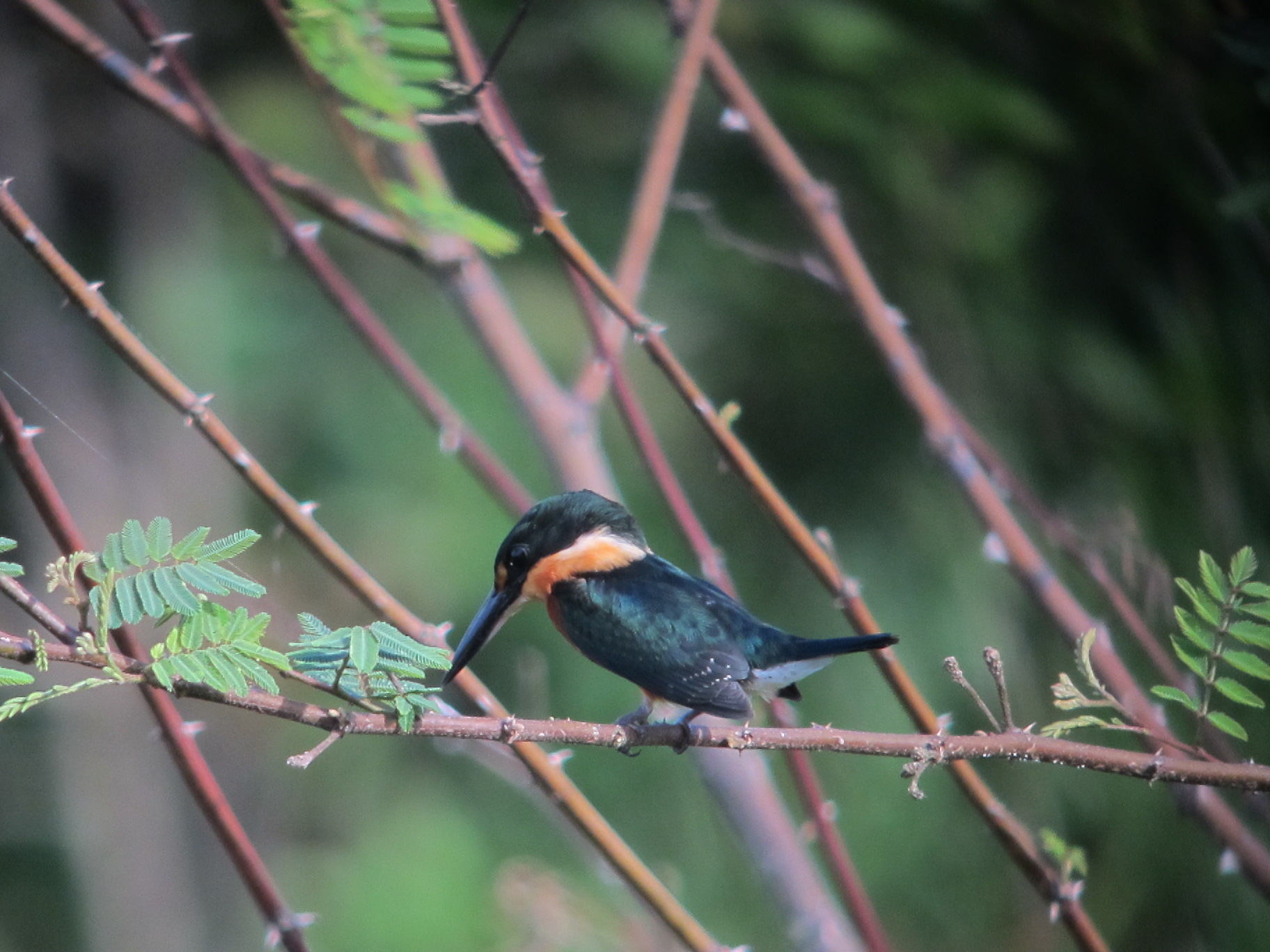
Карликовий рибалочка

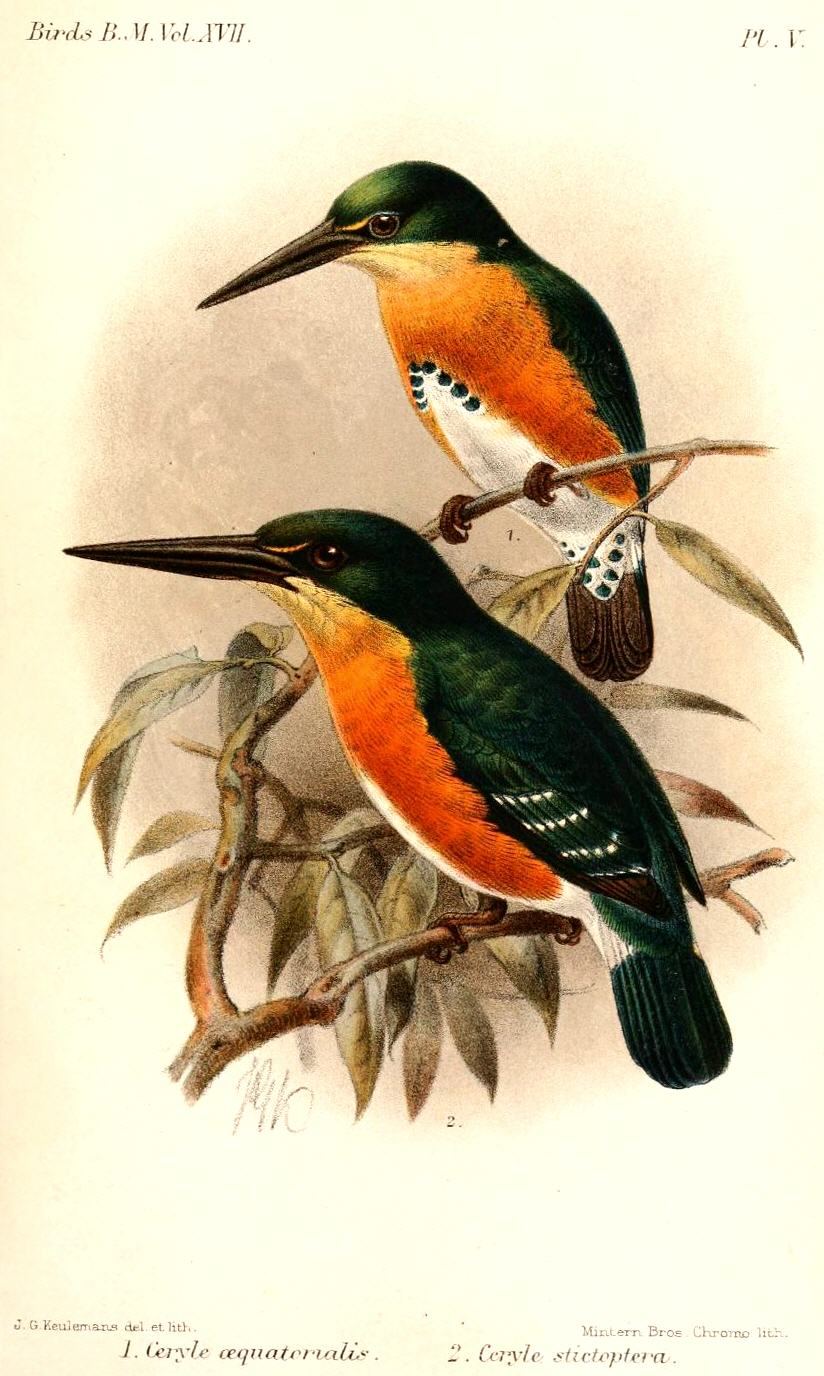
Карликові рибалочки (підвид C. a. aenea зверху, підвид C. a. stictoptera знизу)

Довжина птаха становить 13 см, вага 10-16 г. Верхня частина тіла оливково-зелена, нижня частина тіла руда, живіт білуватий, горло жовтувато-оранжеве. У самиць на грудях вузька зелена смуга. У молодих птахів нижня частина тіла блідо-руда, смуга на грудях відсутня, крила і боки плямисті. У представників номінативного підвиду на крилах дві білі смуги, у представників підвиду C. a. stictoptera 3-4 ряди плям і малопомітна біла пляма на гузці.

## Підвиди
Виділяють два підвиди:
- C. a. stictoptera (Ridgway, 1884) — від південної Мексики і півострова Юкатан до центральної Коста-Рики;
- C. a. aenea (Pallas, 1764) — від центральної Коста-Рики до північної Болівії, Парагваю, північно-східної Аргентини, Гвіани і острова Тринідад.

## Поширення і екологія
Карликові рибалочки мешкають в Мексиці, Гватемалі, Белізі, Сальвадорі, Гондурасі, Нікарагуа, Коста-Риці, Панамі, Колумбії, Еквадорі, Перу, Болівії, Венесуелі, Гаяні, Суринамі, Французькій Гвіані, Бразилії, Аргентині, Парагваї та на Тринідаді і Тобаго. Вони живуть в густих вологих тропічних лісах на берегах річок і струмків, порослих густою рослинністю, а також в мангрових заростях. Зустрічаються на висоті до 2600 м над рівнем моря. Карликові рибалочки живляться дрібною рибою і пуголовками. Вони сидять на гілці низько над водою, після чого пірнають у воду за здобиччю. Також ці птахи живляться комахами. Карликові рибалочки гніздяться в горизонтальних норах довжиною до 40 см, яких риють на берегах річок або в термітнику. В кладці 3-4 білих яйця.